# 耶律資忠
耶律資忠（?—?），字沃衍。辽国政治人物，小字札剌。仲父房耶律释魯的玄孫。
耶律資忠博学，工于詩词文章。四十岁没有出仕，辽聖宗召他任宿衛，他对聖宗諮問，回答古今治乱。開泰年間，任中丞。高丽内属，取女直六部地以赐。開泰二年（1013年），高麗国朝貢断絶，耶律資忠奉命出使高麗，詰問理由，索要女直六部地。高麗没有归还之意。耶律資忠回国被問責，左遷上京副留守。開泰三年（1014年）再出使高麗，被扣留。開泰九年（1020年），高麗謝罪请和，送耶律資忠回国。資忠回国聖宗亲自到郊外迎接，同車回到宮中，開慰劳宴会数日。聖宗想要任命他为枢密使，耶律資忠以不才为由固辞不受。于是被任命为林牙，知惕隐事。弟弟耶律昭获罪连坐财产被没收，耶律資忠回国后返還财产，皇帝以外戚之女嫁给他。枢密使蕭合卓、少師蕭把哥被聖宗信任，耶律資忠不肯依附，对他们轻视。聖宗大怒，奪耶律資忠之官。数年後再起用，历任保安軍節度使、昭德軍節度使。太平十一年（1031年），聖宗驾崩。耶律資忠请求参加葬儀。葬儀时他伏在梓宮上慟哭：「臣幸遇圣明，横被构谮，不获尽犬马报」气绝而苏。辽兴宗命医師治療耶律資忠。後耶律資忠反对外戚蕭氏专横，请求辽兴宗不当复用唐朝景福旧年号（景福 (辽朝)）。被当权者憎恶，遣归任地，卒。著有《西亭集》。兄耶律學古、耶律烏不呂、耶律國留，弟耶律昭。

## 延伸阅读
[在维基数据编辑]
 《遼史·卷88》，出自脱脱《遼史》